# Sascha Radetsky
Sascha Radetsky (Santa Cruz, 29 maart 1977) is een Amerikaanse voormalige balletdanser en acteur.

## Biografie
Radetsky werd geboren op 29 maart 1977 in Santa Cruz (Californië) als zoon van Peter Radetsky en Nancy Nadal. Hij begon zijn balletopleiding in de San Francisco Bay Area bij Ayako Takahashi en Damara Bennett. Op zijn vijftiende werd hij uitgenodigd om te trainen aan de Bolsjojacademie in Moskou, onder leiding van Pjotr Pestov en aan de Kirovacademie in Washington D.C., onder leiding van Roudolf Kharatian en Andrei Garbouz.
Zijn professionele danscarrière startte in 1995 toen hij toetrad tot het American Ballet Theatre als élève. Een jaar later werd hij er lid van het corps de ballet en in 2003 promoveerde hij tot solist. In september 2008 vertrok hij naar Nederland om er primo ballerino te worden bij Het Nationale Ballet. Op 1 januari 2010 keerde hij terug naar het American Ballet Theatre als solist en in juli 2014 stopte hij als professioneel balletdanser.
Na zijn danscarrière speelde hij een hoofdrol in de miniserie Flesh and Bone uit 2015 en de televisiefilm A Nutcracker Christmas uit 2016. In datzelfde jaar hernam hij zijn rol van Charlie in Center Stage: On Pointe, een personage dat hij eerder al vertolkte in Center Stage uit 2000.
In 2016 werd Radetsky benoemd tot directeur van het Master's Degree Program in Ballet Pedagogy van het American Ballet Theatre/New York University. Het jaar daarop werd hij een van de balletmeesters van de Studio Company van het American Ballet Theatre en in 2018 werd hij er artistiek directeur.
Radetsky is sinds 2006 getrouwd met balletdanseres Stella Abrera.